# 龙兴 (大理)
龙兴（1157年—1161年）是大理国皇帝段正兴的第三個年号，共計5年。
阮輅《南詔野史》云「紹興二十五年（1155年）改元龍興」，然出土資料有「大寶八年，歲次丙子」字樣，該年為1156年，則龍興改元不在1155年。諸葛元聲《滇史》云「段氏十七世正興以宋高宗紹興十七年丁卯（1147年）立……丁丑（1157年）改元龍興」，又《大理國大日如來像內腔鑄發願文題記》署年「盛明二年歲次癸未（1163年）春正月十五日」可知，龍興元年為1157年，使用至1161年，共計5年。
起訖年，方詩銘、段玉明、李家瑞作空白，李崇智作1155年－？，王雲、黃德榮作1157年－1161年。

## 年號及改元出處
- 倪輅《南詔野史》：「宋高宗紹興十七年（1147）立，改元永貞。又改龍興、聖明、建德等年號。……易長禪位為僧。」
- 胡蔚《增訂南詔野史》：「南宋高宗丁卯紹興十七年（1147）即位。明年（1148），改元永貞。又改元大寶、龍興、盛明、建德。……孝宗壬辰乾道八年（1172）四月，重霧，十六日方開。正興禪位為僧，在位二十五年。」
- 王崧《雲南備徵志》：「宋高宗紹興十七年（1147）即位，改元永貞。高量成繼立，改元大寶。……二十五年，改元龍興，又改聖明、建德。……乾道七年（1171）六月禪位為僧，在位二十七年。」
- 諸葛元聲《滇史》：「段氏十七世正興，以宋高宗紹興十七年丁卯（1147）立，改元永貞。己巳（1149），改元大寶。……丁丑（1157），改元龍興。壬午（1162），改盛明。甲申（1164），改建德。……正興在位二十五年，避位為僧。」
- 李京《雲南志略》：「子政興立，改元〔永真〕、天寶（陶宗儀《說郛》作「天保」）、龍興、盛明、建德。在位二十六年。」
- 楊慎《滇載記》：「正興以宋高宗紹興十七年（1147）立，改元四：永貞、太寶、龍興、盛明。」
- 馮蘇《滇考》：「紹興十七年（1147），子正興嗣，改元永貞、大寶、龍興、盛明、建德。……立二十五年，亦避為僧。」
- 《白古通記淺述》：「正興立二十五年。」

## 纪年對照表
| 龍興 | 元年   | 二年   | 三年   | 四年   | 五年   |
| ---- | ------ | ------ | ------ | ------ | ------ |
| 西元 | 1157年 | 1158年 | 1159年 | 1160年 | 1161年 |
| 干支 | 丁丑   | 戊寅   | 己卯   | 庚辰   | 辛巳   |

## 同期存在的其他政权年号
- 中國
  - 紹興（1131年－1162年）：宋－宋高宗趙構之年號
  - 紹興（1151年－1163年）：西遼－仁宗耶律夷列之年號
  - 正隆（1156年－1161年）：金－金海陵王完顏亮之年號
  - 大定（1161年－1189年）：金－金世宗完顏雍之年號
  - 天盛（1149年－1169年）：西夏－夏仁宗李仁孝之年號
- 越南
  - 大定（1140年－1162年）：李朝－李天祚之年號
- 日本
  - 保元（1156年－1159年）：後白河天皇之年號
  - 平治（1159年－1160年）：二條天皇之年號
  - 永曆（1160年－1161年）：二條天皇之年號
  - 應保（1161年－1163年）：二條天皇之年號